# おんなは全力疾走!
『おんなは全力疾走!』（おんなはぜんりょくしっそう）はNHKの「ドラマ新銀河」で1997年5月5日から6月5日まで放送されたテレビドラマ。放送時間は月曜日から木曜日の19:40-19:58。全5週、20回。

## あらすじ
一美に息子を託すという手紙と離婚届を残して、夫・恵介が姿を消した。仕事探しの結果、やっと警備会社の事務員に職を得た一美だったが、なぜか工事現場のガードウーマンをする羽目になる。真木子や藍子ら友人の励ましを受け、一美はなんとか新しい生活を始める。

## キャスト
桜井一美
演 - 斉藤慶子
津野田真木子
演 - 高橋ひとみ
清水藍子
演 - 小林千絵
桜井恵介
演 - 中本賢
桜井大樹
演 - 益田圭太
吉村ゆかり
演 - 小林麻子
田島直子
演 - 松尾れい子
服部光顕
演 - 犬塚弘
石原裕一
演 - 林隆三
小野正
演 - きたろう
田島信子
演 - 白川和子
辻高志
演 - 山下徹大
河合
演 - 軍司眞人
不動産屋
演 - 増田由紀夫
現場監督
演 - 児玉頼信

## スタッフ
- 作 - 金谷祐子[1]
- 音楽 - 谷川賢作[1]
- 演奏 - 新音楽協会
- 制作統括 - 小見山佳典[1]
- 演出 - 原嶋邦明[1]、岡田健[1]
- 美術 - 鈴木利明[1]
- 技術 - 原滋[1]
- 音響効果 - 矢島清[1]
- 制作 - NHK

## 主題歌
宇井かおり「ありがとうではじめよう」